# J. W. Kelly
J. W. Kelly (* 1899/1900 in Warsaw, Indiana; † nach 1966) war ein US-amerikanischer Offizier, Unternehmer und Politiker (Demokratische Partei).

## Werdegang
Über J. W. Kelly ist nicht viel bekannt. Sein Vater besaß eine Farm in der Nähe von Warsaw (Kosciusko County), wo er aufwuchs. Kelly studierte zwei Jahre lang Betriebswirtschaftslehre an der Indiana University. Während des Ersten Weltkrieges diente er als Infanterieoffizier. 1919 war er Autoverkäufer in Fort Wayne (Allen County). Kelly zog 1927 nach Arizona, wo er eine Autoreparaturwerkstatt in Phoenix (Maricopa County) besaß. Die Folgejahre waren von der Weltwirtschaftskrise und dem Zweiten Weltkrieg überschattet.
Kelly verfolgte auch eine politische Laufbahn. Bei den Wahlen im Jahr 1948 wurde er als Demokrat für eine zweijährige Amtszeit zum State Treasurer von Arizona gewählt. Eine nachfolgende Wiederwahl war nicht möglich, da die Verfasser der damaligen Staatsverfassung von Arizona eine Amtszeitbegrenzung für den Posten des State Treasurers in der Staatsverfassung verankertet hatten. Um diese Bestimmung in der Staatsverfassung zu umgehen, haben die Demokraten J. W. Kelly und E. T. Williams junior bei den Wahlen zwischen 1948 und 1958 im Wechsel für den Posten des State Treasurers kandidiert. Die Staatsverfassung von Arizona wurde später angepasst. Die Amtszeit des State Treasurers wurde auf vier Jahre verlängert mit der Möglichkeit einer nachfolgenden Wiederwahl. Die Regelung trat zu der Wahl von 1970 in Kraft. Kelly kandidierte nach 1958 drei weitere Male für den Posten des State Treasurers. Bei den Wahlen im Jahr 1960 wurde er zum State Treasurer von Arizona gewählt, erlitt aber bei den demokratischen Vorwahlen im Jahr 1964 gegen seinen Herausforderer Bob Kennedy und bei den Wahlen im Jahr 1966 gegen den Republikaner Charles H. Garland jeweils eine Niederlage. Während der Zeit, wo er nicht im Amt war, fungierte er bis 1960 als Deputy State Treasurer von Arizona. Des Weiteren kandidierte Kelly im Jahr 1959 erfolglos für einen Sitz in der Arizona Corporation Commission.
Nach seiner Niederlage im Jahr 1964 wurde er der offizielle Senate Doorman. Darüber machte er im Scherz folgende Aussage:

“Something I consider as a promotion. Moving from the state treasurer's office on the first floor to the third floor.”

„Sowas betrachte ich als Beförderung. Ich ziehe vom Büro des State Treasurers im ersten Geschoss in das dritte Geschoss.“

Kelly bekleidete den Posten des State Treasurers von Arizona von 1949 bis 1951, von 1953 bis 1955, von 1957 bis 1959 und von 1961 bis 1963.